# Sucre (kommun i Colombia, Cauca, lat 2,06, long -76,91)
Sucre är en kommun i Colombia.   Den ligger i departementet Cauca, i den sydvästra delen av landet, 400 km sydväst om huvudstaden Bogotá. Antalet invånare är 8 955.